# Campbell Harvey
Campbell Russell Harvey (* 23. Juni 1958) ist ein kanadischer Wirtschaftswissenschaftler und Hochschullehrer.

## Werdegang, Forschung und Lehre
Nach seinem Schulabschluss am Royal St. George’s College in Toronto 1977 studierte Harvey am zur University of Toronto gehörenden University of Trinity College, wo er 1981 als Bachelor graduierte. Nach einem 1981 erfolgreich abgeschlossenen MBA-Studium an der York University war er bis zu seinem Ph.D.-Abschluss 1986 an der University of Chicago. Ab 1986 gehörte Harvey zum akademischen Personal der Duke University, wo er 1995 zum ordentlichen Professor berufen wurde und an der Fuqua School of Business lehrt.
Die Arbeitsschwerpunkte Harveys liegen im Bereich der Finanzwissenschaft, insbesondere beschäftigt er sich dabei mit Investitionsentscheidungen, Performancemessung von Investitionen, Investitions- und Risikomanagement, Schwellenmärkten sowie dezentralen Finanzaspekten inklusive entsprechender Blockchain-Anwendungen und Kryptowährungen.
Campbell gilt als Erfinder eines vielbeachteten US-Zinskurven-Indikators. Er hat bereits in seiner Dissertation die Grundlagen dazu erarbeitet. Dabei wird der Zinssatz von US-Staatsanleihen mit zehnjähriger Laufzeit mit demjenigen von drei Monaten Laufzeit in Beziehung gesetzt. Von einer inversen Zinskurve spricht man, wenn der Zinssatz dieser Anleihen mit langjähriger Laufzeit unter den kurzfristigen Zinssätzen liegt. Tritt dies ein, so handelt es sich um ein Warnsignal für den US-Aktienmarkt.
Für seine Arbeiten erhielt Harvey verschiedene Auszeichnungen, darunter mehrfach den Jensen-Preis für einzelne Veröffentlichungen. Die Schwedische Handelshochschule verlieh ihm 1999 die Ehrendoktorwürde. Harvey ist Fellow der American Finance Association. Er wirkte zudem bei verschiedenen Periodika in der Redaktion mit, darunter als Chefredakteur des The Journal of Finance (2006–2012) und des Review of Financial Studies (1999–2005).